# Francesc Sala i Pasqual
Francesc Sala i Pasqual fou un músic de Castelló d'Empúries entre finals de segle xviii i XIX. Va obtenir la plaça del Benefici de Santa Caterina, juntament amb altres com ara Damià Pasteller i Casanovas, el sotsxandre de la basílica Miquel Agramont, Silvestre Sangenís i Ramon Frigola, entre d'altres.